# 南岭槭
南岭槭（学名：Acer metcalfii）是无患子科槭属的植物，是中国的特有植物。分布在中国大陆的贵州、湖南、广东、广西等地，生长于海拔800米至1,500米的地区，多生于疏林中以及溪边，目前已由人工引种栽培。